# Peter Colston
Peter Robert Colston (* 1935) ist ein britischer Ornithologe.

## Leben
Im Februar 1961 kam Colston als Feldornithologe an die Vogelabteilung des Natural History Museum in London. Im selben Jahr begleitete er Reginald William Sims und Graham S. Cowles nach Andalusien, wo er das Präparationshandwerk erlernte. Von 1962 bis 1963 sowie im Jahr 1966 unternahm er Sammlungsexpeditionen nach Australien, die vom australischen Zoologen und Philanthropen Harold Wesley Hall (1888–1964) finanziert wurden. 1963 entdeckte er im südwestlichen Queensland den Rußbauchsäbler (Pomatostomus halli), der 1964 von Graham S. Cowles beschrieben und zu Ehren von Harold Hall benannt wurde. 1970 führte ihn eine Forschungsexpedition der Royal Geographical Society in den nördlichen Turkana-Distrikt in Kenia. Ab 1971 wurde die Vogelbalgsammlung in das Natural History Museum at Tring verlegt und von Colston kuratiert. 1976 wurde er zum wissenschaftlichen Leiter ernannt. 1995 zog er sich aus dem aktiven Museumsdienst zurück.
Colston beschrieb mehrere afrikanische Vogeltaxa, darunter den Appertmadagaskarsänger (Xanthomixis apperti), die Ashlerche (Mirafra ashi), die Unterart Mirafra somalica rochei der Somali-Riesenlerche, die Unterart Anthus melindae mallablensis des Malindipiepers, die Unterart Acrocephalus rufescens senegalensis des Papyrusrohrsängers und gemeinsam mit Hadoram Shirihai die Unterart Riparia riparia eilata der Uferschwalbe. Zwischen 1989 und 1995 begleitete er Per Alström und Urban Olsson auf Privatexpeditionen nach China, bei denen drei bislang unbeschriebene Laubsängerarten entdeckt wurden. Gemeinsam mit Alström und Olsson beschrieb er 1992 das Taxon Phylloscopus sichuanensis, das heute als Juniorsynonym des Yunnanlaubsängers  (Phylloscopus yunnanensis) gilt, und 1993 den Hainanlaubsänger (Phylloscopus hainanus).
1970 veröffentlichte er das Buch An Atlas of Speciation in African Birds, 1986 in Zusammenarbeit mit Kai Curry-Lindahl das Buch Birds of the Mount Nimba Region in Liberia, 1988 zusammen mit Philip John Kennedy Burton das Buch A Field Guide to the Waders of Britain and Europe with North Africa and the Middle East (deutsch: Limicolen: alle europäischen Watvogel-Arten, Bestimmungsmerkmale, Flugbilder, Biologie, Verbreitung) und 1991 gemeinsam mit Per Alström und Ian Lewington das Buch  A Field Guide to the rare Birds of Britain.

## Dedikationsnamen
Robert William Dickerman ehrte ihn 1994 in der Schwarzkopf-Haubenschnäpper-Unterart (Elminia nigromitrata colstoni), Alan Tye 1991 in der Waldheckensänger-Unterart (Cercotrichas leucosticta colstoni) sowie Hadoram Shirihai und David A. Christie 1996 in der Audubonsturmtaucher-Unterart (Puffinus lherminieri colstoni).